# Baro-Kano Railway

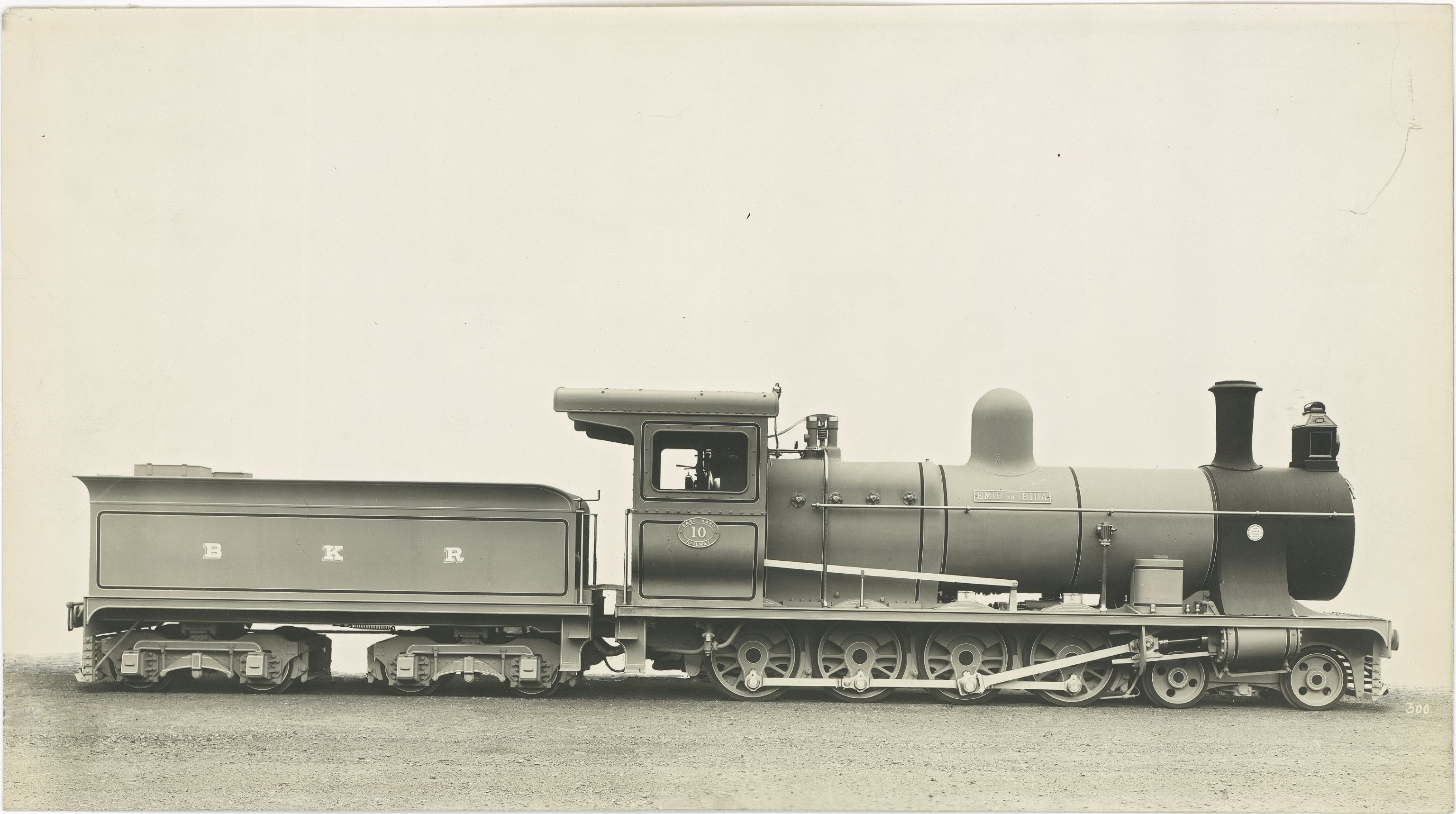
Lokomotive Nr. 10 Emir of Bida

Die Baro-Kano Railway (BKR) war eine frühere Eisenbahngesellschaft im britischen  Protektorat Nordnigeria bzw. dem heutigen Nigeria.
Die BKR begann 1907 mit dem Bau einer Eisenbahnstrecke in der Kapspur von Baro am Niger nach Kano im Norden des Landes. Die 573 km lange Strecke wurde im April 1911 eröffnet.
Am 3. Oktober 1912 wurde die BKR mit der seit 1896 von der Regierung vom damaligen Protektorat Südnigeria betriebenen Lagos Railway zu den Nigerian Railways zusammengelegt.